# Juan Pablo Letelier
Juan Pablo Letelier Morel (Washington D. C., Estados Unidos, 7 de enero de 1961) es un economista y político chileno-estadounidense, militante del Partido Socialista (PS). Fue senador de la República (2006-2022) y diputado (1990-2006). Dentro del partido socialista, es representante de la corriente "Tercerista".

## Biografía
Nació el 7 de enero de 1961 en Washington D. C. Es hijo de Isabel Morel Gumucio y del canciller y embajador chileno en Washington D. C., Orlando Letelier del Solar, quien murió asesinado por agentes de la Dirección de Inteligencia Nacional, el 21 de septiembre de 1976 en Washington D. C.
Cursó su enseñanza primaria en el Colegio Saint George's en Santiago y los secundarios, en el Colegio Nido de Águilas y en el Walt Whitman High School en Maryland, Estados Unidos. Estudió Economía en la Universidad de Georgetown, y realizó un Master en Economía y Política Internacional en el Centro de Investigación y Docencia Económicas (CIDE), en México.
El día del golpe de Estado en Chile, Juan Pablo tenía 12 años.

Pocos días antes nos habíamos mudado al departamento donde vivíamos en el centro de Santiago, en (calle) Ismael Valdés Vergara cerca del Parque Forestal. El 10 de septiembre fue la primera noche que mi padre durmió en ese departamento y la única. Al otro día muy temprano había llamados telefónicos y mi padre se fue muy temprano, como era ministro de Defensa, llegaron empleados del Ministerio a nuestro departamento, que era una situación curiosa, era evidente a las diez de la mañana que había un golpe en curso. Yo no solamente vi y viví, sino que sentí el bombardeo a La Moneda, porque se estremeció todo el centro. No supimos de mi padre durante un par de días, por tanto, esos días eran de toque de queda, de militares que estaban en nuestro departamento, que no logramos que se fueran hasta el final de la noche porque tenían órdenes de quedarse ahí. Ese día, después supimos, que cuando fueron a buscar a mi padre muy temprano en la mañana llegó sólo el chofer, no llegó la escolta que le acompañaba. Cuando mi padre llegó al Ministerio de Defensa fue donde lo detuvieron. Fue un momento muy tenso.

De esta situación, el senador dice que “supimos a los dos días, cuando le permitieron un llamado telefónico y él estaba en el Regimiento Tacna. Minutos antes de pasarle el teléfono le avisaron que el Presidente Allende estaba muerto”.
Tras el asesinato de su padre en Washington, Estados Unidos, durante la dictadura militar en Chile, trabaja en el Proyecto de Derechos Humanos en el Instituto de Estudios Públicos de esa ciudad. 
En el ámbito laboral, a partir de 1976, trabajó en el Proyecto de Derechos Humanos en el Instituto de Estudios Públicos, en Washington D. C. Entre 1983 y 1987, trabajó como investigador en el Instituto Latinoamericano de Estudios Transnacionales (ILET), donde realizó un proyecto de investigación sobre conflictos fronterizos, estabilidad, democracia y cooperación política regional. Ese último año, asumió la dirección de estudios de la Comisión Sudamericana por la Paz.
Volvió a Chile en 1983. Está casado con Mariela Briones, con quien tiene tres hijos.

## Carrera política

### Juventud y afiliaciones partidistas
En 1979 se integró a la Juventud Socialista de Chile. En 1981, integró la dirección de la Juventud Socialista en México. En 1983 retornó a Chile y se incorporó al Frente Público de la Juventud Socialista. Asimismo, formó parte del Comité Ejecutivo de la Comisión Chilena Pro Derechos Juveniles (CODEJU).
En 1985, representó al Comité Central de su partido en la XXI Conferencia Nacional de la Juventud Socialista. Simultáneamente, fue elegido presidente de la delegación chilena para el XXII Festival Mundial de la Juventud. En 1988, fue representante de la Juventud Socialista en el movimiento por el «No», de cara al plebiscito de 1988. Al año siguiente, fue reelecto miembro del Comité Central de la Juventud Socialista, se integró a la Comisión Política, y fue nombrado coordinador del Movimiento Juvenil por la Democracia.
En las elecciones parlamentarias de 1989 fue elegido diputado representante del distrito N.° 33, representando al Partido Amplio de Izquierda Socialista (PAIS), del cual era militante. El 9 de mayo de 1990, tras la cancelación de la inscripción en el Registro de Partidos Políticos del PAIS, ingresó al Partido Socialista de Chile (PS), donde fue su vicepresidente. En 1991, fue elegido miembro del Comité Central del Partido Socialista, siendo confirmado en el cargo en 1993.

### Diputado
Fue reelecto diputado por el distrito 33 por cuatro periodos consecutivos (1990-1994, 1994-1998, 1998-2002 y 2002-2006), representando al PS. Entre el 11 de junio de 2002 hasta el 21 de enero de 2003, fue segundo vicepresidente de la Cámara. Paralelamente, fue nombrado jefe de Comité del PS en 1997, y presidió la Comisión de Derechos Humanos de la Unión Interparlamentaria Mundial (UIP).
En le periodo 2002-2006, integró la Comisión Permanente de Familia y la Comisión Investigadora sobre los Derechos de los Trabajadores. Entre el 11 de junio de 2002 hasta el 21 de enero de 2003, fue segundo vicepresidente de la Cámara.
En el periodo 1998-2002, integró las comisiones permanentes de Trabajo y Seguridad Social; y de Recursos Naturales, Bienes Nacionales y Medio Ambiente.

### Senador
En las elecciones parlamentarias de 2005 fue elegido senador, por el período 2006-2014, por la Circunscripción Senatorial N.º 9, correspondiente a la región de O'Higgins. En mayo de 2008 se integró a la directiva de su partido con el cargo de vicepresidente del mismo para el período 2008-2010. El 15 de marzo de 2011 fue elegido vicepresidente del Senado, en la mesa dirigida por el senador Guido Girardi, la que culminó el 20 de marzo de 2012; en esa calidad le correspondió participar activamente de las actividades conmemorativas del Bicentenario del Congreso Nacional, celebrado el 4 de julio de 2011.
Fue reelecto como senador por O'Higgins en las elecciones parlamentarias de 2013. Durante 2018, preside la comisión de Hacienda y es también integrante de las comisiones parlamentarias de Transportes y Telecomunicaciones y de Trabajo y Previsión Social, además de la Comisión Especial Mixta de presupuestos. A través de su paso por el Senado, ha integrado diversas comisiones, entre las cuales se encuentran las Comisiones de Régimen Interior; y de Relaciones Exteriores, Educación y Cultura, Obras Públicas, Vivienda y Urbanismo.
En 2014, conformó además la bancada transversal por una asamblea constituyente. En el año 2012, fue uno de los gestores de la iniciativa que buscaba prohibir el lucro en los establecimientos de educación, donde enfatizó: "La discusión es si aquellos colegios que se financien con recursos públicos, de todos los chilenos, deben dedicarlos sólo a fines educativos o si deben algunos tener la facultad de retirar parte de los excedentes para fines distintos a la educación".
En 2011, respaldó las manifestaciones en contra del proyecto Hidroaysén.

#### Derechos Humanos
El año 2010, en su calidad de Asociación Latinoamericana para los Derechos Humanos,condenó el uso de la fuerza y violencia de Carabineros en Isla de Pascua.
Presidió el año 2012 la Comisión de Derechos Humanos del Senado, en la cual condenó el actuar de Carabineros que obligaron a desnudarse a un grupo de estudiantes del colegio María Luisa Bombal de Rancagua. En dicha calidad también manifestó la necesidad de revisar los procedimientos con los que actúa Carabineros, además de quiénes los ordenan, frente a las alegaciones de represión.
En materia de derechos humanos, el año 2013, votó en contra de la nominación de la ministra Gloria Ana Chevesich, justificando su decisión de rechazar su nominación por sus fallos en materia de derechos humanos, específicamente teniendo en cuenta el hecho de que la jueza haya concedido la atenuante de la irreprochable conducta anterior al jefe de la disuelta DINA, general (r) Manuel Contreras. También fue autor del proyecto de ley que declara la nulidad de la Ley de Amnistía de Chile, la cual concede la amnistía a los  cómplices o encubridores hayan incurrido en hechos delictuosos, durante la vigencia de la situación de estado de sitio en Chile, comprendida entre el 11 de septiembre de 1973 y el 10 de marzo de 1978, siempre que no estuvieran procesadas o condenadas.
El año 2017, ingresó el proyecto de ley que reconoce y da protección al derecho a la identidad de género.

#### Principales leyes de su autoría
Proyectos de su autoría que se han convertido en ley de la república son el proyecto que establece la obligación de una velocidad mínima garantizada de acceso a Internet, establece un procedimiento simplificado para la regularización de viviendas de autoconstrucción,
En materia regional, en consideración a que representa la región de O'Higgins, fue autor de las ley que reconoce la rayuela como deporte nacional, además de ser autor de la ley que declara feriado el día 2 de octubre de 2014, para la comuna de Rancagua, así como la ley que instaura el día de los Sewellinos y las Sewellinas el 29 de abril de cada año, en consideración a los habitantes de la localidad ubicada en la cordillera de la región de O'Higgins, que fue declarado patrimonio de la humanidad por la Unesco el año 2006. 
En materia laboral y de derechos de los trabajadores, fue autor de la ley que modifica el Código del Trabajo chileno, en materia de plazo para la audiencia única del procedimiento monitorio en el caso de que el juez estime que no existen antecedentes suficientes para pronunciarse de inmediato sobre las pretensiones del demandante. También fue autor de la ley que modifica el artículo 420 del Código del Trabajo, confiriéndole competencia a los tribunales laborales para conocer de las contiendas en que, los causahabientes del trabajador, buscan hacer efectiva la responsabilidad del empleador, derivada de accidentes del trabajo o enfermedades profesionales. Adicionalmente, también fue autor de la ley que califica el trabajo pesado y sus efectos y de la ley que modifica el Código del Trabajo en lo referente a la jornada de trabajo de los choferes y auxiliares de la locomoción colectiva rural.
En materia ambiental, fue autor de la ley que sanciona el transporte de desechos hacia vertederos clandestinos. Asimismo, participó de la discusión sobre la creación del cargo de presidente de la comisión nacional de medio ambiente, con rango de ministro, rescatando la importancia que reviste la materia. También participó en el año 2007 de la discusión de la ley de recuperación de bosque nativo y fomento forestal, abogando por una nueva institucionalidad forestal para el país, en reemplazo de la Corporación Nacional Forestal, criticando el carácter privado de dicha institución, considerando que ejerce funciones públicas. De igual manera, participó el año 2018 de la discusión del Servicio Nacional Forestal.

## Controversias
Juan Pablo Letelier se ha visto envuelto en diferentes controversias y acusaciones de corrupción. En 2003, fue detenido por orden del juez Carlos Aránguiz a causa de una investigación por financiamiento ilícito de campañas políticas, cohecho y negociación incompatible (el denominado Caso Coimas). El entonces diputado fue desaforado por la Corte Suprema, y llegó a pasar un breve tiempo en una cárcel de Santiago.
Durante el año 2019, en medio de una investigación por presunto enriquecimiento ilícito y prevaricación de parte de tres jueces de la Corte de Apelaciones de Rancagua, se reveló que Letelier realizó gestiones con Fiscal Nacional Jorge Abbott a favor de ministros investigados de Rancagua: luego de una reunión entre Letelier y Abbott, el Ministerio Público cambió al persecutor de la trama investigativa. En paralelo, circuló en los medios una fotografía suya del año 2016 en la que aparece junto a los jueces de la Corte de Rancagua investigados, Marcelo Vásquez y Emilio Elgueta. Frente a esto, el senador Letelier negó haber defendido a los ministros cuestionados. Más tarde, una Comisión Investigadora de la Cámara de Diputados lo citó para declarar sobre su eventual rol en dicho caso de corrupción, sin embargo, no asistió a la cita.

## Historial electoral

### Elecciones parlamentarias de 1989
- Elecciones parlamentarias de 1989 a Diputado por el Distrito 33 (Codegua, Coinco, Coltauco, Doñihue, Graneros, Machalí, Malloa, Mostazal, Olivar, Quinta de Tilcoco, Rengo y Requinoa)[36]

### Elecciones parlamentarias de 1993
- Elecciones parlamentarias de 1993 a Diputado por el Distrito 33 (Codegua, Coinco, Coltauco, Doñihue, Graneros, Machalí, Malloa, Mostazal, Olivar, Quinta de Tilcoco, Rengo y Requinoa)[37]

### Elecciones parlamentarias de 1997
- Elecciones parlamentarias de 1997 a Diputado por el Distrito 33 (Codegua, Coinco, Coltauco, Doñihue, Graneros, Machalí, Malloa, Mostazal, Olivar, Quinta de Tilcoco, Rengo y Requinoa)[38]

### Elecciones parlamentarias de 2001
- Elecciones parlamentarias de 2001 a Diputado por el Distrito 33 (Codegua, Coinco, Coltauco, Doñihue, Graneros, Machalí, Malloa, Mostazal, Olivar, Quinta de Tilcoco, Rengo y Requinoa)[39]

### Elecciones parlamentarias de 2005
- Elecciones parlamentarias de 2005 a Senador por la Circunscripción 9 (Región de O´Higgins)[40]

### Elecciones parlamentarias de 2013
- Elecciones parlamentarias de 2013 a Senador por la Circunscripción 9 (Región de O´Higgins)[41]